# Rubiáceas
Rubiáceas (Rubiaceae), da ordem Gentianales, é a quarta maior família pertencente às Angiospermas, compreendendo cerca de 611 gêneros e 13.150 espécies que podem ser encontradas nos substratos aquáticos, rupícolas e terrícolas. É também conhecida como a família do Café, apresentando diversas formas, como arbusto, árvore, erva, liana e subarbusto. Ocorrem principalmente em regiões tropicais e subtropicais, mas também podem ser encontradas em regiões temperadas e frias como na Europa Setentrional e na América do Norte. Os membros dessa família são facilmente reconhecidos por suas características morfológicas que englobam folhas opostas e simples, com estípulas interpeciolares.

## Etimologia
A palavra “Rubi” vem do latim ruber, que significa vermelho. A família Rubiaceae foi descrita por Antoine Laurent de Jussieu em 1789.

## Morfologia

### Hábito
São vários os hábitos desta família, podendo ser encontrada na forma de lianas, árvores, arbustos, ervas, epífitas, e raramente exemplares aquáticos.

### Folhas
Suas folhas são opostas (sendo dísticas ou cruzadas) ou verticiladas, simples, geralmente inteiras, podendo ser membranáceas, papirácea, cartáceas ou então coriáceas, a venação é peninérvea, podem ser pecioladas, glabras ou pubescentes, as domácias estão algumas vezes presentes. As estipulas são interpeciolares, sendo raramente intrapeciolares podendo ser inteiras ou divididas, sendo na maioria das vezes bífidas ou fimbriadas, livres ou unidas à bainha, persistentes ou decíduas. Possui pelos diversos.

### Flores
As inflorescências podem ser auxiliares ou então terminais, cimosas, racemiformes, paniculadas, tirsoides, captadas ou reduzidas a uma flor sozinha, podendo ser sésseis ou pedunculadas, podem ter brácteas e bractéolas, que porventura podem ser vistosas e bem desenvolvidas.
As flores costumam ser bissexuais e actinomorfas sendo raramente zigomorfas, na maioria das vezes heterostílicas, e geralmente agregadas, costumam ser também distílicas, com cálice persistente, truncado ou então lobado, sendo comum com 2-4-5 lobado. A corola é gamopétala, infundibuliforme, tubulosa ou hipocrateriforme, 4–5–6(–10)-lobado, filetes geralmente adnados a corola, 4 ou 5 estames, podendo estes serem exsertos ou inclusos e dois carpelos. As anteras costumam ser rimosas, ou então lineares ou ainda oblongas, basifixas ou dorsifixas, o estigma pode ser inteiro ou 2-10 partido. O ovário é ínfero, muito raramente supero, com um ou muitos óvulos por lóculo e têm placentação axial. Possui nectários florais de vários tipos, porém nunca ausentes, o disco nectarífero está presente acima do ovário.  As flores são bem diversas em relação à forma e coloração e costumam ser polinizadas por borboletas, mariposas, abelhas, morcegos, aves e também moscas.

### Fruto
Os frutos podem ser secos ou carnosos, deiscentes ou indeiscentes e as sementes, às vezes aladas, possuem embrião reto a curvo, endosperma abundante e oleoso, muito raramente ausente. As sementes podem ser 1-2 ou então numerosas e possuem tamanhos variados.
A dispersão das sementes aladas é feita pelo vento e das sementes simples costumam ser por animais (zoocoria).

## Distribuição
Rubiaceae compreende cerca de 611 gêneros e 13.150 espécies, pode ser encontrada em vários lugares do globo, sendo mais frequente nos trópicos, porém também são encontradas em regiões frias, como na Europa Setentrional e norte do Canadá, só não são encontradas na Antártida Ocidental, no alto ártico e em alguns lugares do centro da África e Ásia. A maior quantidade de espécies é encontrada na Colômbia, Venezuela e Nova Guiné. No Brasil são 110 gêneros e 1700 espécies, distribuídas pela Amazônia, Floresta Atlântica e Cerrado, sendo mais comuns na forma de árvores e semi-arbustos.
São encontradas em vários tipos de vegetação: Área Antrópica, Caatinga (stricto sensu), Campinarana, Campo de Altitude, Campo de Várzea, Campo Limpo, Campo Rupestre, Carrasco, Cerrado (lato sensu), Floresta Ciliar ou Galeria, Floresta de Igapó, Floresta de Terra Firme, Floresta de Várzea, Floresta Estacional Decidual, Floresta Estacional Perenifólia, Floresta Estacional Semidecidual, Floresta Ombrófila (= Floresta Pluvial), Floresta Ombrófila Mista, Palmeiral, Restinga, Savana Amazônica, Vegetação Aquática, Vegetação Sobre Afloramentos Rochosos.

## Relações Filogenéticas
Apesar de possuir muitas variações em sua morfologia a família Rubiaceae é considerada monofilética. De acordo com Robbrecht & Manen 2006, são reconhecidas duas subfamílias, a Cinchonoideae e a Rubioideae e quatro supertribos, Ixoridinae, Cinchonidinae, Psychotriidinae e Rubiidinae.
Os caracteres morfológicos que relacionam os táxons são de acordo com Fagerlind (1937) e Mariath & Cocucci (1997): redução do tegumento externo, inclusão do nucelo na calaza, redução e alongamento da epiderme nucelar, incremento do arquespório e substituição da epiderme nucelar por células parenquimáticas. Nesta família, a maioria das espécies são unitegumentadas, entretanto algumas apresentam vestígios de tegumento externo, então a partir dessas informações acredita-se que seus ancestrais possuíam rudimentos bitegumentados.
Rubiaceae possuiu grande número de indivíduos dos quais são heterostílicos, estratégia para não haver autofecundação, em que os estiletes possuem tamanhos diferentes e os estames são desiguais. Suas flores também evoluíram de acordo com seus polinizadores, por exemplo, no gênero Palicourea Aubl as flores costumam ter corola tubular e cores vibrantes e não apresentam odor, assim tendo como polinizador principal o beija flor. Outros gêneros possuem os frutos para a dispersão, no caso do mesmo gênero citado os frutos são carnosos, azuis a purpura, para a dispersão por aves.

## Reprodução
A reprodução é sexuada, com flores bissexuais (hermafroditas), raramente unissexuais, e grande parte é heterostílica. São polinizadas por insetos, aves e morcegos.

## História
Rubiaceae foi descrita primeiramente por Antonie Laurent de Jussieu em 1789. A partir daí a descrição dessa família vem passando por várias mudanças ao longo do tempo. Segundo Verdcourt (1958), existem 3 subfamílias:  Rubioideae, Cinchonoideae e Guettardoideae, que são mais conhecidas pelo seu hábito, estípulas, prefloração nas corolas, tipo de indumento e presença de ráfites nas folhas. Já Robbrecht (1988) diz que são 4 subfamilias: Ixoroideae, Cinchonoideae, Antirheoideae e Rubioideae, e 39 tribos, porém com mais estudos do DNA nuclear e do cloroplasto Robbrecht & Manen, 2006 chegaram a conclusão de que existem somente duas subfamílias: Cinchonoideae e Rubioideae. Posteriormente com mais pesquisas filogenéticas Bremer, 2009 diz que existem três subfamílias, Rubioideae, com 18 tribos, Cinchonoideae, com 9 tribos, e Ixoroideae, com 15 tribos, e também a tribo Coptosapelteae que é separada em outra subfamília, devido ao fato de não se encaixar em nenhuma das subfamílias anteriores.
Há ainda muitos outros estudos em desenvolvimento, alguns incluem novas espécies, ou novos gêneros, separados por subfamílias diferentes.

## Importância Econômica
Na parte de alimentação Rubiaceae possui duas espécies com grande importância econômica no mundo, que são Coffea arabica L. e Genipa americana L., o café e o jenipapo, o café é uma das bebidas mais consumidas no mundo, enquanto que o jenipapo é utilizado na confecção de licores, doces e também para consumo puro do fruto. Na parte ornamental são principalmente os Ixora spp., Mussaenda spp., Gardenia spp. e outros. Já na indústria farmacêutica é usada a espécie Cinchona pubescens Vahl, que produz quinina, utilizada para o tratamento contra a malária. Outras podem ser usadas para fins medicinais, Coutarea hexandra (Jacq.)  K.Schum. e diversas espécies dos gêneros Borreria, Cinchona, Richardia. E também utilizam algumas como toxinas, a Palicourea e  Psychotria, que são conhecidas como “mata-rato”.

## Conservação
A diversidade na floresta de Madagascar é única, isso por causa de sua separação com o continente. Infelizmente grande parte da ilha já foi destruída, levando junto varias indivíduos da família Rubiaceae, que é a segunda maior família de plantas floríferas da região, sendo representada por 1000 espécies.
No Brasil por fazerem parte da região da Amazônia, Mata Atlântica e Cerrado, três biomas bem devastados por ação antrópica, as espécies de Rubiaceae também são bastante afetadas.
Para a conservação é necessário que ocorra fiscalização nesses locais, além de programas de educação ambiental para que não sejam mais devastados.

## Potencial Ornamental
Vários gêneros de Rubiaceae englobam espécies ornamentais no meio urbano, pois possuem em sua forma, design e flores grande formosura.
Na parte ornamental o gênero Ixora ssp. é bastante utilizado em jardins e arranjos. Costumam estar na forma de arbustos e suas flores são abundantes e com cores vibrantes. É mais encontrada em regiões quentes, pois não suportam as geadas.
Outro gênero também de climas quentes por não suportar as geadas é o Mussaenda ssp., que está bem presente na decoração dos meios antrópicos, sendo arbustos com folhas de grande efeito paisagístico. Podem ser usadas em vasos, isolado, junto a muros ou grades.
O gênero Gardenia engloba espécies também na forma de arbustos sendo bastante utilizado para paisagismo urbano, suas flores costumam ser brancas e delicadas.
O gênero Genipa L. além de ter espécies usadas na alimentação, também é usado de forma ornamental.
O gênero Calycophyllum DC tem como maior representante ornamental a espécie Calycophyllum spruceanum, também conhecida como “pau mulato”.

## Gêneros
Encontrados no Brasil:
Agouticarpa C.H.Perss., Alibertia A.Rich. ex DC., Allenanthus Standl., Alseis Schott, Amaioua Aubl., Amphidasya Standl., Antirhea Juss., Arcytophyllum Roem. & Schult., Asperula Gled., Augusta Pohl, Bathysa C.Presl, Bertiera Aubl., Borojoa Cuatrec., Borreria G.Mey., Bothriospora Hook.f., Botryarrhena Ducke, Bouvardia Salisb., Bradea Standl., Calycophyllum DC., Capirona Spruce, Carichea Aubl., Catesbaea , Cephalanthus L., Chimarrhis Jacq., Chiococca P.Browne, Chione DC., Chomelia Jacq., Ciliosemina Antonelli, Cinchona L., Cinchonopsis L.Andersson, Coccocypselum P.Browne, Coffea L., Condaminea DC., Cordiera A.Rich. ex DC., Cosmibuena Ruiz & Pav., Coussarea Aubl., Coutarea Aubl., Csapodya Borhidi, Declieuxia Kunth, Dendrosipanea Ducke, Denscantia E.L.Cabral & Bacigalupo, Deppea Cham. & Schltdl., Diacrodon Sprague, Dialypetalanthus Kuhlm., Diodella Small, Diodia L., Duroia L.f., Elaeagia Wedd., Emmeorhiza Pohl ex Endl., Erithalis P.Browne, Exostema (Pers.) Rich. ex Humb. & Bonpl., Faramea Aubl., Ferdinandusa Pohl, Galianthe Griseb. ex Lorentz, Galium L., Gardenia J.Ellis, Genipa L., Geophila D.Don, Gleasonia Standl., Gonzalagunia Ruiz & Pav., Guettarda L., Hamelia Jacq., Henriquezia Spruce ex Benth., Hillia Jacq., Hindsia Benth., Hoffmannia Sw., Houstonia L., Isertia Schreb., Ixora L., Kerianthera J.H.Kirkbr., Knoxia L., Kutchubaea Fisch. ex DC., Ladenbergia Klotzsch, Leptoscela Hook.f., Limnosipanea Hook.f., Machaonia Humb. & Bonpl., Macrocnemum P.Browne, Maguireocharis Steyerm., Maguireothamnus Steyerm., Malanea Aubl., Manettia Mutis ex L., Margaritopsis Sauvalle, Melanopsidium Cels ex Colla, Mitracarpus Zucc. ex Schult. & Schult.f., Molopanthera Turcz., Morinda L., Mussaenda Burm. ex L., Neblinathamnus Steyerm., Notopleura (Benth. & Hook.f.) Bremek., Oldenlandia L., Paederia L., Pagamea Aubl., Pagameopsis Steyerm., Palicourea Aubl., Parachimarrhis Ducke, Patima Aubl., Pavetta L., Pentagonia Benth., Pentas Benth., Pentodon Hochst., Perama Aubl., Planaltina R.M. Salas & E.L. Cabral, Platycarpum Humb. & Bonpl., Pogonopus Klotzsch, Posoqueria Aubl., Psathura Comm. ex Juss., Pseudosabicea N.Hallé, Psychotria L., Psyllocarpus Mart. ex Mart. & Zucc., Randia L., Remijia DC., Retiniphyllum Humb. & Bonpl., Richardia L., Riodocea Delprete, Ronabea Aubl., Rondeletia L., Rosenbergiodendron Fagerl., Rudgea Salisb., Rustia Klotzsch, Sabicea Aubl., Salzmannia DC., Schizocalyx Wedd., Schradera Vahl, Schwendenera K.Schum., Semaphyllanthe L.Andersson, Simira Aubl., Sipanea Aubl., Sipaneopsis Steyerm., Sommera Schltdl., Spermacoce L., Sphinctanthus Benth., Stachyarrhena Hook.f., Stachyococcus Standl., Staelia Cham. & Schltdl., Standleya Brade, Stenostomum C.F. Gaertn., Tessiera DC., Tocoyena Aubl., Uncaria Schreb., Vangueria Juss., Warszewiczia Klotzsch, Wittmackanthus Kuntze.
A
Acranthera, Acrobotrys, Acunaeanthus, Adinauclea, Agathisanthemum, Aidia, Aidiopsis, Airosperma, Aitchisonia, Alberta, Aleisanthia, Alibertia, Allaeophania, Alleizettella, Allenanthus, Alseis, Amaioua, Amaracarpus, Amphiasma, Amphidasya, Ancylanthos, Anomanthodia, Antherostele, Anthorrhiza, Anthospermum, Antirhea, Aoranthe, Aphaenandra, Aphanocarpus, Appunettia, Appunia, Arctophyllum, Argocoffeopsis, Argostemma, Asemnantha, Asperula, Astiella, Atractocarpus, Atractogyne, Augusta, Aulacocalyx
B
Badusa, Balmea, Bataprine, Bathysa, Batopedina, Belonophora, Benkara, Benzonia, Berghesia, Bertiera, Bikkia, Blandibractea, Blepharidium, Bobea, Boholia, Borojoa, Bothriospora, Botryarrhena, Bouvardia, Brachytome, Bradea, Brenania, Breonadia, Burchellia, Burttdavya, Byrsophyllum
C
Caelospermum, Calanda, Callipeltis, Calochone, Calycophyllum, Calycosia, Calycosiphonia, Canephora, Canthium, Capirona, Captaincookia, Carpacoce, Carphalea, Carterella, Casasia, Catesbaea, Catunaregam, Cephaelis, Cephalodendron, Ceratopyxis, Ceriscoides, Ceuthocarpus, Chaetostachydium, Chalepophyllum, Chamaepentas, Chapelieria, Chassalia, Chazaliella, Chimarrhis, Chiococca, Chione, Chlorochorion, Chomelia, Choulettia, Chytropsia, Cigarilla, Cinchona, Cladoceras, Clarkella, Coccochondra, Coccocypselum, Coddia, Coelopyrena, Coffea, Coleactina, Colletoecima, Commitheca, Condaminea, Conostomium, Coprosma, Coptophyllum, Coptosapelta, Corynanthe, Coryphothamnus, Cosmibuena, Cosmocalyx, Coursiana, Coussarea, Coutaportla, Coutarea, Cowiea, Craterispermum, Cremaspora, Cremocarpon, Crobylanthe, Crocyllis, Crossopteryx, Crucianella, Cruciata, Cruckshanksia, Crusea, Cuatrecasasiodendron, Cubanola, Cuviera, Cyclophyllum
D
Damnacanthus, Danais, Deccania, Declieuxia, Dendrosipanea, Dentella, Deppea, Diacrodon, Dialypetalum, Dibrachyonostylus, Dichilanthe, Dictyandra, Didymaea, Didymochlamys, Didymopogon, Didymosalpynx, Diodella, Diodia, Dioecrescis, Dioicodendron, Diplospora, Discospermum, Diyaminauclea, Dolichodelphys, Dolicholobium, Dolichometra, Dolicera, Duidania, Dunnia, Duperrea, Duroia, Durringtonia
E
Ecpoma, Eizia, Elaeagia, Eleutheranthus, Emmenopterys, Emmeorhiza, Eosanthe, Eriosemopsis, Erithalis, Ernodea, Etericius, Euclinia, Exallage, Exostema
F
Fadogia, Fadogiella, Fagerlindia, Faramea, Ferdinandusa, Feretia, Fergusonia, Fernelia, Flagenium, Flexanthera
G
Gaertnera, Gaillonia, Galiniera, Galium, Gallienia, Galopina, Gamotopea, Gardenia, Gardeniopsis, Genipa, Gentingia, Geophila, Gillespiea, Gleasonia, Glionnetia, Glossostipula, Gomphocalyx, Gonzalagunia, Gouldia, Greenea, Greeniopsis, Guettarda, Gynochtodes, Gyrostipula
H
Habroneuron, Haldina, Hallea, Hamelia, Hyataella, Hedstromia, Hedyotis, Hedythyrsus, Heinsenia, Heinsia, Hekistocarpa, Heterophyllaea, Hillia, Himalrandia, Hindsia, Hintonia, Hippotis, Hitoa, Hodgkinsonia, Hoffmannia, Holstianthus, Homollea, Homolliella, Houstonia, Hutchinsonia, Hydnophytum, Hydrophylax, Hymenocnemis, Hymenocoleus, Hymenodictyon, Hyperacanthus, Hypobathrum, Hyptianthera
I
Ibetralia, Indopolysolenia, Isertia, Isidorea, Ixora
J
Jackiopsis, Janotia, Jaubertia, Joosia, Jovetia
K
Kailarsenia, Kajewskiella, Keenania, Keetlia, Kelloggia, Kerianthera, Khasiaclunea, Klossia, Knoxia, Kochummenia, Kohautia, Kraussia, Kutchubaea
L
Ladenbergia, Lagynias, Lamprothamnus, Lasianthus, Lathraeocarpa, Lecananthus, Lecanosperma, Lecariocalyx, Lelya, Lemyrea, Lepidostoma, Leptactina, Leptodermis, Leptomischus, Leptoscela, Leptostigma, Lerchea, Leucocodon, Leucolophus, Limnosipanea, Lindenia, Litosanthes, Lucinaea, Luculia, Lucya, Ludekia
M
Macbrideina, Machaonia, Macrocnemum, Macrosphyra, Maguireocharis, Maguireothamnus, Malanea, Manettia, Manostachya, Mantalania, Margaritopsis, Maschalocorymbus, Maschalodesme, Massularia, Mastixiodendron, Mazaea, Melanopsidium, Mericarpaea, Merumea, Metadina, Meyna, Micrasepalum, Microphysa, Mitchella, Mitracarpus, Mitrasacmopsis, Mitriostigma, Molopanthera, Monosalpinx, Montamans, Morelia, Morierina, Morinda, Morindopsis, Motleyia, Mouretia, Multidentia, Mussaenda, Mussaendopsis, Mycetia, Myonima, Myrmecodia, Mymeconauclea, Myrmephytum
N
Naletonia, Nargedia, Neanotis, Neblinathamnus, Nematostylis, Nenax, Neobertiera, Neoblakea, Neobreonia, Neofranciella, Neohymenopogon, Neolamarckia, Neolaugeria, Neopentanisia, Nernstia, Nertera, Nesohedyotis, Neurocalyx, Nichallea, Nodocarpaea, Nonatelia, Normandia, Nostolachma
O
Ochreinauclea, Octotropis, Oldenlandia, Oldenlandiopsis, Oligocodon, Omiltemia, Opercularia, Ophiorrhiza, Ophriococcus, Oregandra, Oreopolus, Osa, Otiophora, Otocalyx, Otomeria, Ottoschmidtia, Oxyanthus
P
Pachystigma, Pachystylus, Paederia, Pagamea, Pagameopsis, Palicourea, Pamplethantha, Paracephaelis, Parachimarrhis, Paracorynanthe, Paragenipa, Paraknoxia, Parapentas, Paratriaina, Pauridiantha, Pausinystalia, Pavetta, Payera, Pelagodendron, Pentagonia, Pentaloncha, Pentanisia, Pentanopsis, Pentas, Pentodon, Peponidium, Perakanthus, Perama (plantae), Peratanthe, Peripeplus, Pertusadina, Petagomoa, Petitiocodon, Phellocalyx, Phialanthus, Phitopis, Phuopsis, Phyllacanthus, Phyllis, Phyllocrater, Phyllomelia, Phyllohydrax, Picardaea, Pimentelia, Pinariphyllon, Pinckneya, Pittoniotis, Placocarpa, Placopoda, Plectronia, Plectoniella, Pleiocarpidia, Pleiocoryne, Pleiocraterium, Plocama, Poecilocalyx, Pogonolobus, Pogonopus, Polysphaeria, Polyura, Pomax, Porterandia, Portlandia, Posoqueria, Pouchetia, Praravinia, Pravinaria, Preussiodora, Prismatomeris, Proscephaleium, Psathura, Pseudaidia, Pseudogaillonia, Pseudogardenia, Pseudohamelia, Pseudomantalania, Pseudomussaenda, Pseudonesohedyotis, Pseudopyxis, Pseudosabicea, Psilanthus, Psychotria, Psydrax, Psyllocarpus, Pteridocalyx, Pterogaillonia, Pubistylus, Putoria, Pygmaeothamnus, Pyragra, Pyrostria
R
Rachicallis, Ramosmania, Randia, Raritebe, Readea, Remijia, Rennellia, Retiniphyllum, Rhadinopus, Raphidura, Rhipidantha, Rhopalobrachium, Rhyssocarpus, Richardia, Riodocea, Riqueuria, Robynsia, Roigella, Ronabea, Rondeletia, Rothmannia, Rubia, Rudgea, Rustia, Rutidea, Rytigynia
S
Sabicea, Sacosperma, Saldinia, Salzmannia, Saprosma, Sarcopygme, Schachtia, Schismatoclada, Schizenterospermum, Schizocalyx, Schizocolea, Schizomussaenda, Schizostigma, Schmidtottia, Schradera, Schumanniophyton, Schwendenera, Scolosanthus, Scyphiphora, Scyphochlamys, Scyphostachys, Sericanthe, Serissa, Shaferocharis, Sherardia, Sherbournia, Siderobombyx, Siemensia, Simira, Sinoadina, Sipanea, Sipaneopsis, Siphonandrium, Sommera, Spathichlamys, Spermacoce, Spermadictyon, Sphinctanthus, Spiradiclis, Squamellaria, Stachyarrhena, Stachyococcus, Staelia, Standleya, Steenisia, Stelechantha, Stephanococcus, Stevensia, Steyermarkia, Stichianthus, Stilpnophyllum, Stipularia, Stomandra, Streblosa, Streblosiopsis, Strempelia, Striolaria, Strumpfia, Stylosiphonia, Suberanthus, Sukunia, Sulitia, Synaptantha, Syringantha
T
Tamilnadia, Tammsia, Tapiphyllum, Terenna, Tarennoidea, Temnocalyx, Temnopteryx, Tennantia, Thecorchus, Thogsennia, Thyridocalyx, Timonius, Tobagoa, Tocoyena, Tortuella, Trailliaedoxa, Tresanthera, Triainolepis, Tricalysia, Trichostachys, Trigonopyren, Trukia, Tsiangia
U
Uragoga, Urophyllum
V
Valantia, Vangueria, Vangueriella, Vangueriopsis, Versteegia, Villaria, Virectaria
W
Warburgina, Warszewiczia, Wendlandia, Wernhamia, Wiasemskya, Wittmackanthus
X
Xanthophytum, Xantonnea, Xerococcus
Y
Yutajea
Z
Zuccarinia